# Ghiacciaio Meiklejohn
Il ghiacciaio Meiklejohn (in inglese Meiklejohn Glacier) è un ghiacciaio lungo circa 22 km e largo 7,5, situato sulla costa di Rymill, nella parte occidentale della Terra di Palmer, in Antartide. Il ghiacciaio, il cui punto più alto si trova a circa 790 m s.l.m., fluisce verso sud-ovest partendo dal versante occidentale del massiccio Orion e scorrendo tra i picchi Scorpio, a sud, e le creste Campbell e i picchi Creswick, a nord, fino ad entrare nel canale di Giorgio VI, poco a sud di punta Moore.

## Storia
Il ghiacciaio Meiklejohn fu scoperto nel 1936 durante la spedizione britannica nella Terra di Graham, 1934-37, al comando di John Rymill, e così battezzato nel 1954 dal Comitato britannico per i toponimi antartici in onore di Ian F. Meiklejohn, un operatore radio della sopraccitata spedizione di Rymill.